# Szio (Mudżiri)
Szio, imię świeckie Elizbar Tejmurazis dze Mudżiri (ur. 1969 w Tbilisi) – gruziński biskup prawosławny.

## Życiorys
Po trzech latach studium w konserwatorium w Tbilisi wstąpił jako posłusznik do monasteru Szio Mgwime. W 1994 złożył wieczyste śluby mnisze. Rok później został wyświęcony na hierodiakona, a w 1996 – na hieromnicha. W 1998 otrzymał godność ihumena. W 1999 ukończył seminarium duchowne w Batumi w trybie eksternistycznym. Studia teologiczne kontynuował w Moskiewskiej Akademii Duchownej, a następnie na Prawosławnym Uniwersytecie Humanistycznym św. Tichona, którego dyplom uzyskał w 2006; w 2012 tam też uzyskał tytuł magistra nauk teologicznych. Przebywając w Moskwie, do 2003, służył w cerkwi św. Jerzego w Moskwie–Gruzinach, przedstawicielstwie Gruzińskiego Kościoła Prawosławnego przy Patriarchacie Moskiewskim.
18 sierpnia 2003 został nominowany na biskupa senackiego i czkorockuskiego, pierwszego ordynariusza nowo utworzonej eparchii. 7 września tego samego roku miała miejsce jego chirotonia biskupia. Od kwietnia 2009 opiekuje się również parafiami gruzińskimi w Australii. W 2010 otrzymał godność metropolity, od tego samego roku zasiada w komisji ds. kanonizacji świętych przy Patriarchacie Gruzińskim.